# Turmhügel Neuhaus (Wirsberg)
Der Turmhügel Neuhaus, auch Burgstüblein genannt, ist eine abgegangene mittelalterliche Turmhügelburg (Motte) auf der Theresienhöhe in Wirsberg im Landkreis Kulmbach in Bayern.
Die aus der Zeit um 1000 stammende Turmhügelanlage wird den Walpoten zugeordnet und gilt als Vorgängeranlage der um 1200 von den Andechs-Meraniern erbauten Burg Wirsberg. Tonscherbenfunde aus dem 11. Jahrhundert auf dem noch erhaltenen Terrassenturmhügel weisen auf die Besiedelung hin. Der Turmhügel selbst wurde nach dem Jahr 1841 abgetragen und 1889 ganz eingeebnet.